# SN 2005mk
SN 2005mk – supernowa typu II odkryta 8 listopada 2005 roku w galaktyce A224240+0049. W momencie odkrycia miała maksymalną jasność 21,90m.